# Halimena
Halimena is een geslacht van kreeftachtigen uit de klasse van de Malacostraca (hogere kreeftachtigen).

## Soort
- Halimena aotearoa Melrose, 1975